# Escada
Escada SE – niemieckie przedsiębiorstwo odzieżowe i międzynarodowa grupa modowa zajmująca się szyciem luksusowych ubrań dla kobiet. Escada SE powstała w 1976 roku w Monachium i jest obecne w około 60 krajach. Jej głównymi rynkami zbytu są: Ameryka Północna, wschodnia i zachodnia Europa oraz Azja.
Firma szybko wyróżniała się swoimi projektami – charakterystyczne kreacje prezentujące nietypowe kombinacje kolorów i wzorów. 
W trakcie swojej międzynarodowej ekspansji, Escada weszła na giełdę w 1986 roku. W 1994 roku firma uruchomiła wytwórnię Sport Escada, stworzyła własną kolekcję akcesoriów, w tym torby i buty.
W roku 2007 artysta Stefan Szczęsny stworzył nową kolekcję Escady w Saint-Tropez, we Francji. 
Od lipca 2008 roku, Bruno Salzer odpowiedzialny jest za projekty, marketing i sprzedaż. W dniu 11 sierpnia 2009 roku Escada ogłosiła upadłość. W listopadzie tego samego roku spółkę wykupiła na własność Megha Mittal, obecnie pełni funkcję prezesa firmy. Natomiast właścicielem i dyrektorem zarządu jest jej teść Lakshmi Mittal.
Obecnie Escada składa się z trzech segmentów: Moda ESCADA Couture i Escada Sport, akcesoria (torby, buty i drobne wyroby ze skóry) oraz licencje (zapachy, okularów i odzieży dla dzieci).
Na wybiegach kreacje Escady prezentowały m.in.: Laetitia Casta, Cindy Crawford, Iman, Tyra Banks, Carla Bruni, Naomi Campbell, Gail Elliott, Linda Evangelista, Yasmeen Ghauri, Bridget Hall, Eva Herzigova, Liya Kebede, Yasmin Le Bon, Elle Macpherson, Karen Mulder, Carolyn Murphy, Tatjana Patitz, Agnieszka Martyna, Anja Rubik i Emilia Nawarecka.